# Skáloskokan kamerunský
Skáloskokan kamerunský (Petropedetes cameronensis) je jedním z téměř deseti druhů rodu skáloskokan vyskytující se na území centrální západní Afriky v okolí Guinejského zálivu. Je typovým druhem rodu (Petropedetes). Tento druh, stejně jako ostatní druhy rodu, nepotřebuje k rozmnožování přímo vodní prostředí, ale k vývinu pulců dostačuje vlhká půda nebo trvale zvlhčované kameny porostlé řasami.

## Rozšíření
Vyskytuje se hlavně na území západního Kamerunu, odkud sahá do jižní Nigérie a na blízký ostrov Bioko, součásti Rovníkové Guineje. Je to oblast okolo Guinejského zálivu, s horským masivem vulkanického původu a největší celistvou plochou tropického lesa v Africe. Pestrá členitost terénu dala vzniknout různým habitatům, na tomto území se nacházejí mangrove, vnitrozemské záplavové lesy, vlhké nížinné, podhorské i horské lesy.
Oblast jeho pravidelného výskytu skáloskokana kamerunského zahrnuje i nejdeštivější místo Afriky, oblast Debundscha na úbočí aktivní sopky Kamerunské hory, kde spadne ročně průměrně přes 10 metrů srážek. Typickým biotopem tohoto obojživelníka jsou kamenité až skalnaté břehy potoků a řek, včetně vodopádů, rozprostírající se až do nadmořské výšky 1400 m. Protože poměrně špatně plave vyhýbá se hlubší vodě, naopak bývá často spatřen ve vlhkých lesích, kde není žádná tekoucí voda nablízku.

## Popis
Žába je zbarvená nevýrazně, na zádech bývá světle až tmavě hnědá a má ho pokrytý tmavšími fleky téměř černé barvy, podobné skvrny má i na bocích a zadní straně nohou. Hrdlo a břicho bývá výrazně světlejší, je nažloutlé až bělavé. Kůže je hřbetní straně a bocích bradavčitá, na břichu hladká. Duhovka oka je zelenavě skvrnitá, zornice je horizontální. Ušní bubínek je nevýrazný, u samic bývá menší než průměr oka.
Plovací blány mezi prsty všech končetin jsou slabě vyvinuté, což svědčí o přizpůsobení se pozemním způsobu života. Prsty jsou štíhlé a jejich konce jsou rozšířené. Obě pohlaví mají na stehnech štíhlých zadních končetinách velké femorální žlázy, které se samcům v období páření ještě zvětšují. Volání samců je krátké s dlouhými prodlevami a protože nemají zvukový rezonátor je i nevýrazné.
Pohlavní dimorfismus je nejnápadnější v tom, že samci mají robustnější stavbu těla (největší měří až 7 cm), větší ušní bubínky a tím i širší a plošších hlavu. U pohlavně aktivních samců se na vnitřní straně prvních prstů předních končetin v období páření někdy vyvíjí kostěný bodec, který slouží k souboji samců a k uchycení na samici při páření.

## Rozmnožování
Rozmnožovací aktivita skáloskokana kamerunského se projevuje především v noci, obvykle s příchodem období dešťů, za vlhkého a zataženého počasí se ozývají i za dne. Z nástupem stmívání vylézají z úkrytu na skály až několik metrů vysoko nad zem a zahajují koncert spočívající v nehlasném trylkování.
Samice kladou vajíčka na vlhké kameny nebo kmeny v blízkosti vody, které nato samec spermiemi oplodňuje. Po několika dnech se z vajíček vylíhnou pulci přizpůsobení terestrickému způsobu života, špatně plavou a do vody se uchylují jen při nebezpečí. Tělo mají hruškovitého tvaru, na vrchu hlavy mají velké oči a na spodní straně pod ústy mají přísavkový disk, dlouhý ocas je svalnatý a má jen úzký ploutevní lem, svrchní stranu těla mají tmavou, spodní světlejší. Žijí ve skupinách na vlhkých kamenech, v puklinách skal nebo i v malém počtu na vlhkými kmenech, jsou vegetariáni a živí se spásáním mikroflóry. Při vyrušení se mrskáním spěchají ukryt, brzy po vylíhnutí jim však narostou zadní nohy, které napomáhající k rychlému útěku. K přeměně pulců v mladé žabky dochází na konci období dešťů nebo na počátku období sucha. V pohlavně dospělé žáby mladí jedinci dorostou zhruba za dva roky. Údaje o průměrné délce života nejsou známe.

## Ohrožení
Druh je ohrožován ztrátou vhodných stanovišť v důsledku rozšiřování lidských sídel a zemědělství a má proto klesající trend. Vyskytuje se však doposud ve velkých populacích a je i přes klesající počty jedinců stále považován za málo dotčený taxon. Velké nebezpečí by ale pro něj znamenalo zavlečení chytridiomykózy obojživelníků do jeho areálu.